# Biathlon ai XXIV Giochi olimpici invernali
Le competizioni di biathlon ai XXIV Giochi olimpici invernali si sono svolte dal 5 al 18 febbraio 2022 al National Biathlon Centre di Zhangjiakou. Sono state disputate 11 gare: cinque maschili e altrettante femminili (nelle discipline di sprint, inseguimento, individuale, partenza in linea e staffetta) e una mista (staffetta).

## Calendario
| Biathlon ai XXIV Giochi olimpici invernali | Biathlon ai XXIV Giochi olimpici invernali | Biathlon ai XXIV Giochi olimpici invernali | Biathlon ai XXIV Giochi olimpici invernali | Biathlon ai XXIV Giochi olimpici invernali | Biathlon ai XXIV Giochi olimpici invernali | Biathlon ai XXIV Giochi olimpici invernali | Biathlon ai XXIV Giochi olimpici invernali | Biathlon ai XXIV Giochi olimpici invernali | Biathlon ai XXIV Giochi olimpici invernali | Biathlon ai XXIV Giochi olimpici invernali | Biathlon ai XXIV Giochi olimpici invernali | Biathlon ai XXIV Giochi olimpici invernali | Biathlon ai XXIV Giochi olimpici invernali | Biathlon ai XXIV Giochi olimpici invernali | Biathlon ai XXIV Giochi olimpici invernali |
| Febbraio 2022                              | 5                                          | 6                                          | 7                                          | 8                                          | 9                                          | 10                                         | 11                                         | 12                                         | 13                                         | 14                                         | 15                                         | 16                                         | 17                                         | 18                                         | Totale                                     |
| ------------------------------------------ | ------------------------------------------ | ------------------------------------------ | ------------------------------------------ | ------------------------------------------ | ------------------------------------------ | ------------------------------------------ | ------------------------------------------ | ------------------------------------------ | ------------------------------------------ | ------------------------------------------ | ------------------------------------------ | ------------------------------------------ | ------------------------------------------ | ------------------------------------------ | ------------------------------------------ |
| Uomini                                     |                                            |                                            |                                            | 20 km individuale                          |                                            |                                            |                                            | 10 km sprint                               | 12,5 km inseguimento                       |                                            | Staffetta 4x7,5 km                         |                                            |                                            | 15 km mass start                           | 5                                          |
| Donne                                      |                                            |                                            | 15 km individuale                          |                                            |                                            |                                            | 7,5 km sprint                              |                                            | 10 km inseguimento                         |                                            |                                            | Staffetta 4x6 km                           |                                            | 12,5 km mass start                         | 5                                          |
| Misto                                      | Staffetta 4x6 km                           |                                            |                                            |                                            |                                            |                                            |                                            |                                            |                                            |                                            |                                            |                                            |                                            |                                            | 1                                          |
| Totale                                     | 1                                          | 0                                          | 1                                          | 1                                          | 0                                          | 0                                          | 1                                          | 1                                          | 2                                          | 0                                          | 1                                          | 1                                          | 0                                          | 2                                          | 11                                         |

## Nazioni partecipanti
Le seguenti nazioni hanno partecipato alle gare di biathlon ai XXIV Giochi olimpici invernali:
- Austria (10)
- Belgio (5)
- Bielorussia (10)
- Bulgaria (8)
- Canada (8)
- Cina (8)
- Corea del Sud (3)
- Danimarca (1)
- Estonia (8)
- Finlandia (8)
- Francia (12)
- Germania (11)
- Giappone (6)
- Italia (10)
- Kazakistan (3)
- Lettonia (1)
- Lituania (5)
- Moldavia (4)
- Norvegia (12)
- Nuova Zelanda (1)
- Polonia (5)
- Rep. Ceca (10)
- ROC (10)
- Romania (2)
- Slovacchia (8)
- Slovenia (6)
- Svezia (11)
- Stati Uniti (8)
- Svizzera (8)
- Ucraina (10)

## Podi

### Uomini
| Evento                             | Oro                                                                                    | Tempo     | Argento                                                                        | Tempo     | Bronzo                                                                     | Tempo     |
| 10 km sprint (dettagli)            | Johannes Thingnes Bø                                                                   | 24'00"4   | Quentin Fillon Maillet                                                         | 24'25"5   | Tarjei Bø                                                                  | 24'39"3   |
| 12,5 km inseguimento (dettagli)    | Quentin Fillon Maillet                                                                 | 39'07"5   | Tarjei Bø                                                                      | 39'36"1   | Ėduard Latypov                                                             | 39'42"8   |
| 20 km individuale (dettagli)       | Quentin Fillon Maillet                                                                 | 48'47"4   | Anton Smol'ski                                                                 | 49'02"2   | Johannes Thingnes Bø                                                       | 49'18"5   |
| 15 km partenza in linea (dettagli) | Johannes Thingnes Bø                                                                   | 38'14"4   | Martin Ponsiluoma                                                              | 38'54"7   | Vetle Sjåstad Christiansen                                                 | 39'26"9   |
| Staffetta 4x7,5 km (dettagli)      | Norvegia Sturla Holm Lægreid Tarjei Bø Johannes Thingnes Bø Vetle Sjåstad Christiansen | 1h19'50"2 | Francia Fabien Claude Émilien Jacquelin Simon Desthieux Quentin Fillon Maillet | 1h20'17"6 | ROC Said Karimulla Khalili Aleksandr Loginov Maksim Cvetkov Ėduard Latypov | 1h20'35"5 |

### Donne
| Evento                               | Oro                                                        | Tempo     | Argento                                                                | Tempo     | Bronzo                                                              | Tempo     |
| 7,5 km sprint (dettagli)             | Marte Olsbu Røiseland                                      | 20'44"3   | Elvira Öberg                                                           | 21'15"2   | Dorothea Wierer                                                     | 21'21"5   |
| 10 km inseguimento (dettagli)        | Marte Olsbu Røiseland                                      | 34'46"9   | Elvira Öberg                                                           | 36'23"4   | Tiril Eckhoff                                                       | 36'35"6   |
| 15 km individuale (dettagli)         | Denise Herrmann                                            | 44'12"7   | Anaïs Chevalier-Bouchet                                                | 44'22"1   | Marte Olsbu Røiseland                                               | 44'28"0   |
| 12,5 km partenza in linea (dettagli) | Justine Braisaz                                            | 40'18"0   | Tiril Eckhoff                                                          | 40'33"3   | Marte Olsbu Røiseland                                               | 40'52"9   |
| Staffetta 4x6 km (dettagli)          | Svezia Linn Persson Mona Brorsson Hanna Öberg Elvira Öberg | 1h11'03"9 | ROC Irina Kazakevič Kristina Rezcova Svetlana Mironova Ul'jana Kajševa | 1h11'15"9 | Germania Vanessa Voigt Vanessa Hinz Franziska Preuß Denise Herrmann | 1h11'41"3 |

### Misto
| Evento                      | Oro                                                                         | Tempo     | Argento                                                                              | Tempo     | Bronzo                                                                  | Tempo     |
| Staffetta 4x6 km (dettagli) | Norvegia Marte Olsbu Røiseland Tiril Eckhoff Tarjei Bø Johannes Thingnes Bø | 1h06'45"6 | Francia Anaïs Chevalier-Bouchet Julia Simon Émilien Jacquelin Quentin Fillon Maillet | 1h06'46"5 | ROC Ul'jana Kaisheva Kristina Reztsova Aleksandr Loginov Ėduard Latypov | 1h06'47"1 |

## Medagliere
| Pos.   | Paese       | Oro | Argento | Bronzo | Totale |
| ------ | ----------- | --- | ------- | ------ | ------ |
| 1      | Norvegia    | 6   | 2       | 6      | 14     |
| 2      | Francia     | 3   | 4       | 0      | 7      |
| 3      | Svezia      | 1   | 3       | 0      | 4      |
| 4      | Germania    | 1   | 0       | 1      | 2      |
| 5      | ROC         | 0   | 1       | 3      | 4      |
| 6      | Bielorussia | 0   | 1       | 0      | 1      |
| 7      | Italia      | 0   | 0       | 1      | 1      |
| Totale | Totale      | 11  | 11      | 11     | 33     |